# Santa Lúcia (Paraná)
Santa Lúcia es un municipio brasileño del estado de Paraná. Se localiza a una latitud 25º24'25" sur y a una longitud 53º33'57" oeste, estando a una altitud media de 441 metros. Posee un área de 172,93 km² y una población de aproximadamente 4.433 habitantes. 